# De val van Icarus (Bruegel)

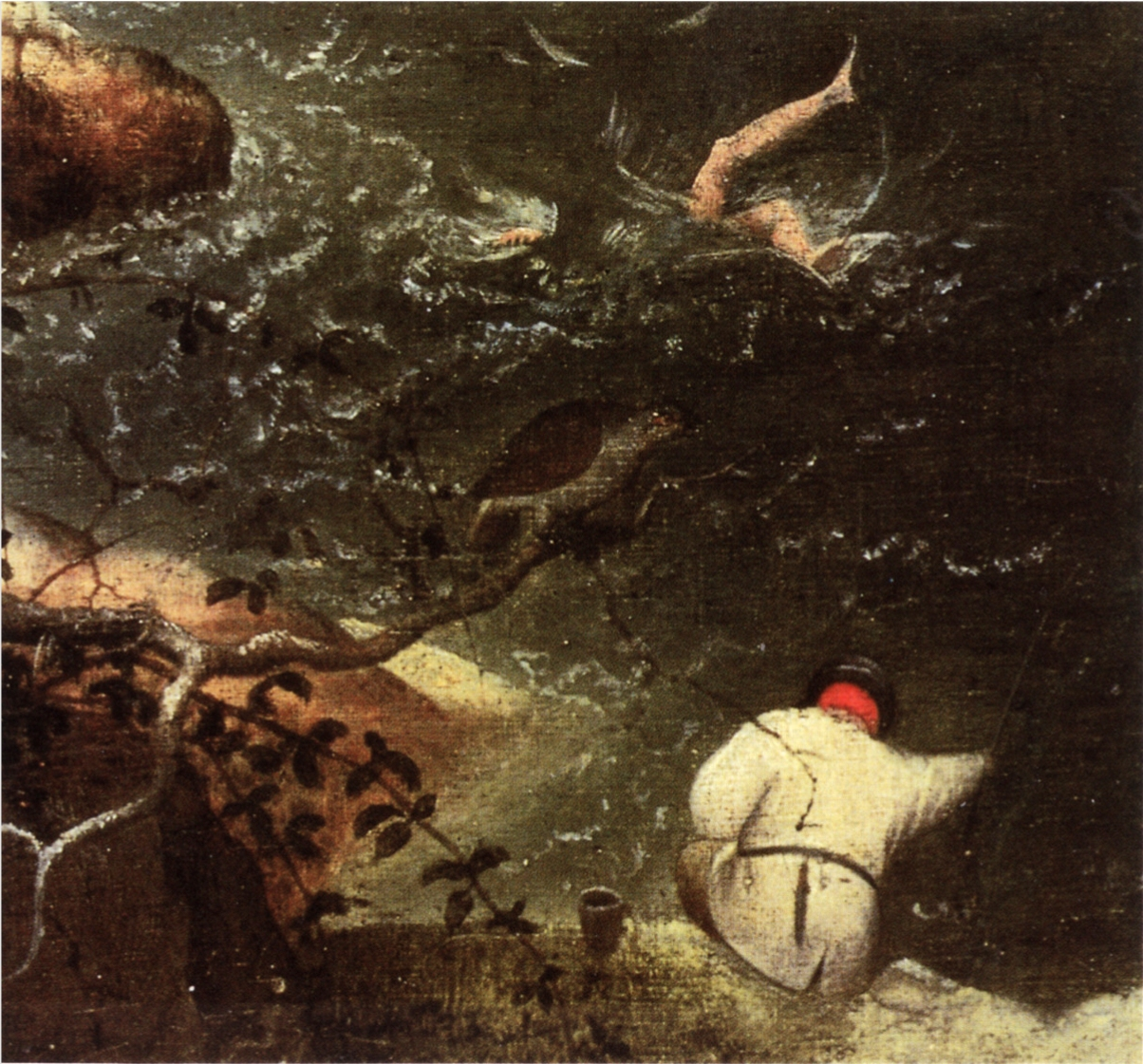
Detail: de blote benen en hand van Icarus, de visser en de toekijkende patrijs

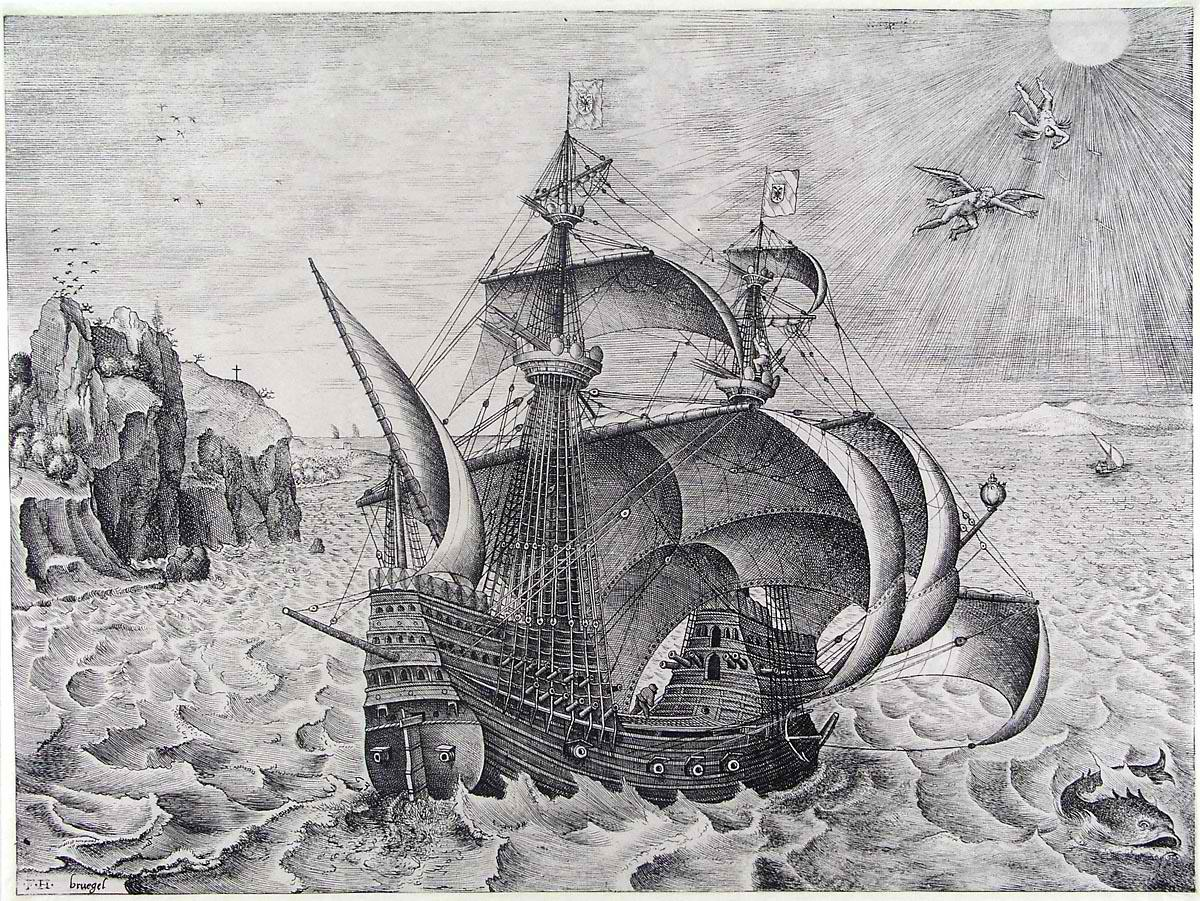
Oorlogsschip met val van Icarus, ca. 1561-1562 (gravure naar een tekening van Bruegel)

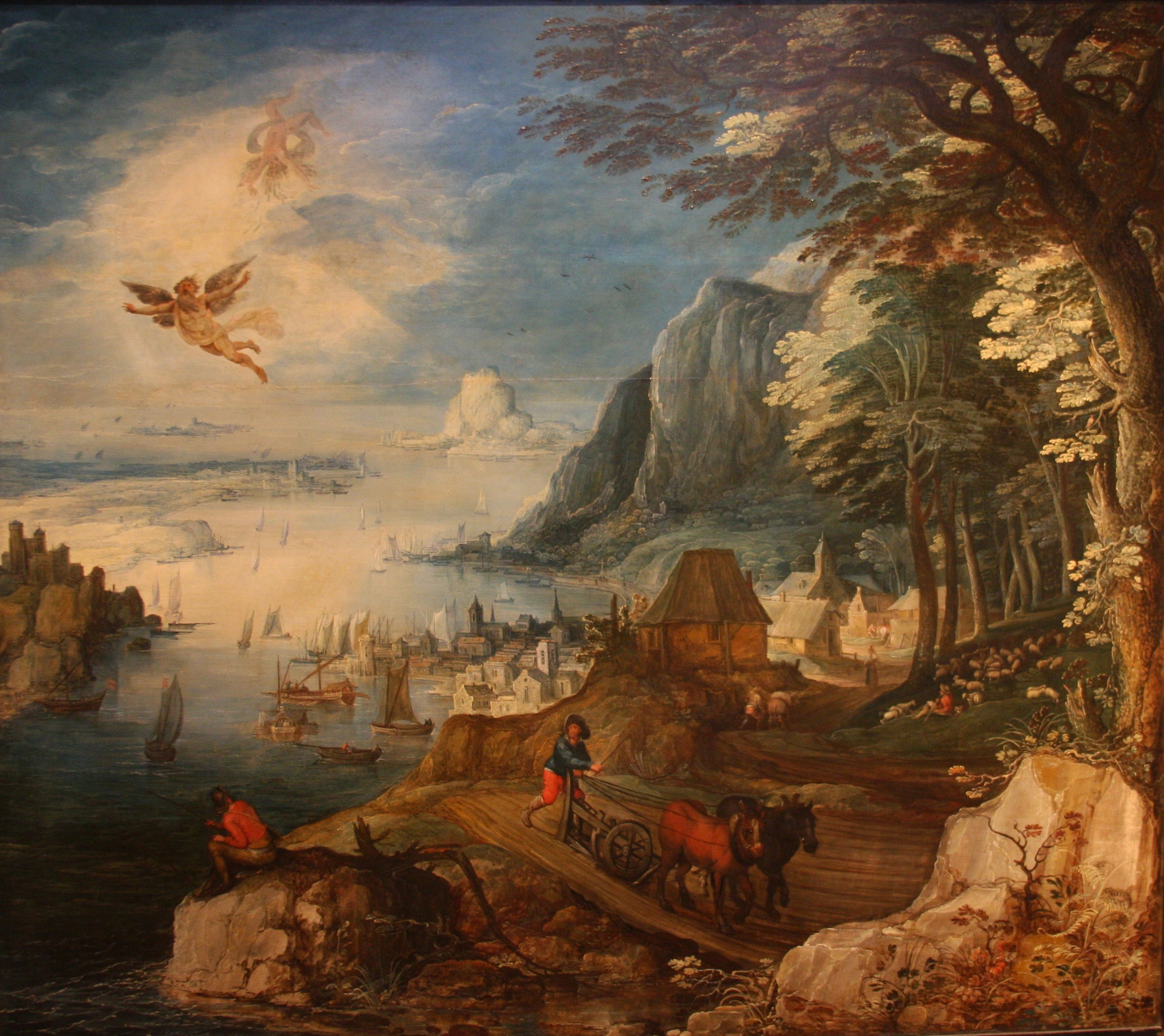
Landschap met val van Icarus (Joos de Momper (II), ca. 1585-1590)

De val van Icarus of Landschap met de val van Icarus is een schilderij van Pieter Bruegel de Oude dat is overgeleverd in twee laat-16e-eeuwse kopieën van anonieme meesters, bewaard te Brussel. Het origineel moet gemaakt zijn rond 1565, toen Bruegel als eerste monumentale werken over het dagelijks leven ging vervaardigen. De boodschap van het moraliserende werk is niet meer eenduidig te achterhalen. Vaakgehoorde thema's zijn overmoed en zelfbedrog, menselijke onverschilligheid, en nuchterheid boven fantasievol streven.

## Voorstelling en verschillen tussen de twee versies
Het schilderij heeft de mythologie als inspiratiebron, een unicum bij Bruegel. Van Icarus, die samen met zijn vader Daedalus op wassen vleugels de vrijheid tegemoet vloog maar te dicht richting zon kwam en in de golven van de Egeïsche Zee stortte, zijn enkel nog twee spartelende benen te zien. Het wordt als een detail in de compositie behandeld. De nadruk wordt gelegd op de landbouwer op de voorgrond en in mindere mate op de herder en de visser, die geen acht slaan op het drama dat zich in hun nabijheid afspeelt. Deze figuren zijn vermeld door Ovidius in het verhaal uit zijn Metamorfosen dat de bron vormde voor het schilderij (boek VIII, 183-235). De volgende passages zijn ontleend aan de vertaling van Marietje d'Hane-Scheltema:
Een man die zat te vissen met een dunne rieten hengel,
een herder leunend op zijn staf, een boer tegen zijn ploeg
zagen hen gaan, verbijsterd, denkend dat het goden waren
[...] Vleugelloze armen sloeg hij
in 't rond, maar bij gebrek aan wieken ving hij nergens wind,
totdat zijn mond, hulp roepend naar zijn vader, werd omsloten
door 't hemelsblauwe zeevlak dat zijn naam aan hem ontleent.
Ook de patrijs op een dode tak bij de visser is te vinden bij Ovidius. Het verhaal van Perdix volgt in de Metamorfosen onmiddellijk op dat van Icarus. Perdix was een begaafde neef die door Daedalus uit jaloezie van de burcht was gegooid, maar die overleefde dankzij een interventie van Athena. Ze veranderde hem in een vogel, die zich weliswaar niet hoog verheft maar fladdert langs de grond in herinnering aan zijn oude val. Als patrijs kwam Perdix Daedalus uitlachen toen die Icarus begroef.
Het schip is een toevoeging van Bruegel. De zeelui die druk doende zijn benadrukken nogmaals het onopgemerkte drama. De ruïne op het rotseiland lijkt het Paleis van Minos voor te stellen, waaruit Daedalus en Icarus waren ontsnapt. In de voorgrond ligt een zak tegen een rots, wellicht met zaaigoed. Men heeft er een verwijzing in gezien naar de Gelijkenis van de zaaier, waarmee Bruegel de onvruchtbare ambitie van Icarus vergelijkt.
Tussen de twee overgeleverde versies in de Koninklijke Musea voor Schone Kunsten van België (KMSKB) en in het Museum Van Buuren bestaan enkele opmerkelijke verschillen. Daedalus is op het KMSKB-schilderij volledig afwezig, terwijl hij in de Van Buuren-versie vanuit de lucht de val volgt. Hoewel het niet-weergeven van Daedalus vaak als een uiting van poëtisch genie is aangevoeld, is het nog maar de vraag of hij ook op het origineel ontbrak. Drie mogelijkheden zijn gesuggereerd: dat de versie van de KMSKB een imperfecte kopie is van het origineel; dat Daedalus ook op die versie voorkwam maar in een later stadium met het bovenste stuk is afgesneden; of, misschien meest intrigerend, dat Daedalus in de Van Buuren-versie is toegevoegd om Bruegels plot te expliciteren. Zo zou hij een verklaring bieden voor de hemelwaartse blik van de herder, die anders gewoon staat te dromen.
Het tweede inhoudelijke verschil is de positie van de zon. De lage zon in de KMSKB-versie strookt niet met het verhaal van Icarus, tenzij in de lyrische interpretatie dat de natuur deelneemt aan het drama. Daartegen spreekt echter dat ze zwaar overgeschilderd is en niet op de ondertekening voorkomt. In de Van Buuren-versie staat de zon een stuk hoger.
Een derde verschil is het gevolg van een onoordeelkundige restauratie. De moeilijk te duiden vlek in de struiken boven het paard werd sinds Charles de Tolnay beschouwd als het hoofd van een lijk, wat in verband werd gebracht met het spreekwoord dat ploegen niet stoppen voor stervende mannen. Op het Van Buuren-schilderij is het tafereel in die zin gerestaureerd, maar sindsdien is dankzij de beide ondertekeningen aan het licht gekomen dat de lichte vlek in werkelijkheid een bloot achterste voorstelt dat zijn behoefte doet. Ook De ekster op de galg bevat trouwens zo'n schijtend figuurtje.

## Technische beschrijving

### Het schilderij in de KMSKB
Het werk heeft doorheen de eeuwen veel geleden. Het originele doek is op verschillende plaatsen gescheurd en vertoont lacunes. Twee keer is een nieuw doek tegen de achterzijde geplakt ter versterking. Bij deze rentoilages zijn de niet-beschilderde delen van het originele linnen afgesneden, en aan de bovenkant mogelijk zelfs iets meer (daar zijn geen kleine vervormingen te zien waar nagels oorspronkelijk het doek opspanden). De lang verdedigde hypothese dat het werk aanvankelijk op paneel was geschilderd en een ingrijpende transfer naar doek had ondergaan, is onjuist gebleken. De verflaag is sterk aangetast, zodat op sommige plekken het doek zichtbaar is. Andere plekken, zoals de weerspiegeling van de zon, zijn dan weer zware overschilderingen. De tonaliteit wordt sterk beïnvloed door een dikke laag vergeeld vernis. De groene zee, die zozeer deel uitmaakt van de KMSKB-versie, was eigenlijk een stuk blauwer.

### Het schilderij in het Museum Van Buuren
Het werk in het Museum Van Buuren is geschilderd op een eikenhouten paneel, heeft een kleiner formaat en is wellicht aan de linker- en rechterkant een beetje ingekort. Dendrochronologisch onderzoek plaatst de fabricage van het paneel na 1577. Ook van dit schilderij is de verflaag op vele plekken versleten en beschadigd. Restaurateurs hebben onder meer de Daedalusfiguur sterk overgeschilderd.

## Stijl
De schilderwijze is aan die van de Vlaamse Primitieven verwant, maar introduceert wel een nieuwe stijl waarin de precieze weergave, het subtiele glaceren en het verfijnde modelé verwaarloosd worden ten gunste van een levendige schriftuur. Met vereenvoudigde technische middelen is een directer effect van de picturale materie zelf verkregen. De lichtwerking in het schilderij is gecreëerd door de witte grondlaag gedeeltelijk zichtbaar te laten, en de indruk van materie en volume is bereikt door het schakeren van een tint, zonder enige andere kunstgreep. De stijl is te vergelijken met die van de barok.
Op puur stilistische gronden kon Hulin de Loo in 1912 al vaststellen dat het KMSKB-schilderij niet van de hand van Bruegel was. De penseelvoering ontbeert finesse, in het bijzonder op de specialisatiedomeinen van de Brabander, zoals de rotsformaties en het stadsgezicht.

## Herkomst en auteurschap
Op aanraden van Georges Hulin de Loo verwierven de Koninklijke Musea voor Schone Kunsten van België het schilderij in 1912 op een Londense veiling. Hulin de Loo beschouwde het ongesigneerde en ongedateerde werk, waarover geen enkele documentatie bestond, als een waardevolle kopie naar Bruegel. Volgens Max Jakob Friedländer ging het echter om een autograaf en zelfs om het laatste woord van de meester. Conservator Leo Van Puyvelde en andere kunsthistorici volgden deze these, maar konden de twijfel rond het auteurschap nooit wegnemen. Ondertussen was in 1935 bij de Parijse verzamelaar Jacques Herbrand een tweede, kleinere versie opgedoken die enkele compositorische verschillen vertoonde. Dit schilderij, later aangekocht door David van Buuren, werd lager ingeschat dan de dichterlijke versie van de KMSKB, al ging het volgens sommigen om een repliek door de meester zelf. Het debat over het auteurschap woedde verder tot het begin van de 21e eeuw en werd pas na grondige technische analyse beslecht. Beide werken blijken oude kopieën te zijn naar een ontwerp dat met een grote mate van zekerheid aan Bruegel wordt toegeschreven. Naar alle waarschijnlijkheid was het een schilderij, maar ook een eenvoudige modello of een karton met kleurannotaties behoren tot de mogelijkheden. Een inventaris van de keizerlijke collectie in de Praagse burcht uit 1621 lijkt potentieel een archivalisch spoor naar het origineel op te leveren ("Eine Historia vom Dedalo und Icaro vom alten Prügl").

## Receptie
Het schilderij in de KMSKB wordt beschouwd als een van de zeven wonderen van België, een lijst die werd opgemaakt in 1978 toen men er min of meer van uitging dat het werk van Pieter Bruegel de Oude zelf was.
Het bestaan van twee bewaarde kopieën toont aan dat Bruegels schilderij invloedrijk was na zijn dood. Alleen al in het vervolg van de 16e eeuw werd het thema opgenomen door Tobias Verhaecht, Hans Bol en Joos de Momper. Het werk oefent ook een grote fascinatie uit op dichters en filmmakers. Er wordt zelfs vermoed dat geen ander beeld meer respons uitlokte van 20e-eeuwse auteurs dan Bruegels Val van Icarus. Voor W.H. Auden overheerste de menselijke overschilligheid in het schilderij. Hij wijdde er in 1938 een beroemde strofe aan van zijn gedicht Musée des Beaux-Arts:
| In Breughel's Icarus, for instance: how everything turns away | Op Breughel's Icarus bijvoorbeeld keert alles zich op zijn dode gemak |
| Quite leisurely from the disaster; the ploughman may          | af van de ramp, de ploeger zou                                        |
| Have heard the splash, the forsaken cry,                      | de plons kunnen hebben gehoord, de verzaakte schreeuw, maar voor hem  |
| But for him it was not an important failure; the sun shone    | is het een mislukking van geen enkel belang, de zon schijnt           |
| As it had to on the white legs disappearing into the green    | zoals hij dat moest doen, op de witte benen die bijna                 |
| Water, and the expensive delicate ship that must have seen    | in het groene water verdwenen zijn,                                   |
| Something amazing, a boy falling out of the sky,              | het kostbare, kwetsbare schip, dat toch wel iets                      |
| Had somewhere to get to and sailed calmly on.                 | merkwaardigs zal hebben gezien: een jongen                            |
|                                                               | die viel uit de hemel,                                                |
|                                                               | moest ergens op tijd zijn en zeilt rustig voort.                      |
|                                                               | (vert. Jan Emmens)                                                    |
Judith Herzberg bracht een bundeltje uit over het schilderij, waarin ze reageerde op Auden. Het bevat drie gedichten die het perspectief innemen van de boer, de herder en de visser. In de Nederlandse poëzie zijn voorts gedichten aan te wijzen van Albert Verwey (1930), Pé Hawinkels (1968), Jan Kal (1971) en Willy Spillebeen (1974). A.L. Snijders schreef het stukje Koude over het werk (opgenomen in Ruim water, 2012).
De versregel Maar de boer, hij ploegde voort uit Bunings Ballade van de boer (1935) wordt vaak met het schilderij in verband gebracht, maar een directe link is er niet.